# Aljaž
Aljaž je moško osebno ime.

## Izvor imena
Ime Aljaž izhaja iz priimka Aljaž (leta 2007: 114 oseb s tem priimkom). Zaradi ohlapne oznake v Slovenskem pravopisu 1962 , kjer za iztočnico Aljaž piše osebno ime, ki pomeni »rojstno ime ali priimek«, so ga imeli za rojstno ime in ga začeli uporabljati. Ker so bila po letu 1971 med drugim v modi tudi moška imena na -až kot npr. Matjaž, Tomaž se je to zgodilo tudi s priimkom Aljaž, kar zgovorno potrjujejo tudi statistični podatki. Kako pa je nastal priimek Aljaž, pa ni jasno. Ponuja se sicer izpeljava npr. iz imena Alija z ne tako redkim sufiksom -aš. Druga še manj verjetna možnost, je izpeljava iz latinske besede alias v pomenu »drugače«, ki se je v matičnih knjigah včasih uporabljala kot sopomenka za vulgo ali po domače za označevanje hišnega imena. Za nobeno od zgoraj navedenih domnev pa ni zadosti točnih podatkov, ki bi potrjevali eno ali drugo domnevo.

## Različice imena
- moške različice imena: Aljaš, Alji, Aljo,
- ženska različica imena: Aljaša

## Pogostost imena
Po podatkih Statističnega urada Republike Slovenije je bilo na dan 31. decembra 2007 v Sloveniji število moških oseb z imenom Aljaž: 3.915. Med vsemi moškimi imeni pa je ime Aljaž po pogostosti uporabe uvrščeno na 64. mesto.

## Osebni praznik
Koledarsko bi ime Aljaž lahko uvrstili k imenoma Aleksander in Aleksej.

## Priimek Aljaž
Po podatkih Statističnega urada Republike Slovenije je bilo na dan 31. decembra 2007 v Sloveniji 114 oseb, ki so nosile priimek Aljaž.

## Zanimivost
Naš najbolj znan Aljaž je duhovnik, planinec in skladatelj Jakob Aljaž.